# Lighters
Lighters è un brano musicale del duo Bad Meets Evil, formato da Eminem e Royce da 5'9", estratta come secondo singolo del loro EP Hell: The Sequel.
La canzone ha raggiunto la quarta posizione nella Billboard Hot 100 ed è in collaborazione con Bruno Mars. Il video è uscito il 22 agosto 2011.

## Composizione
Royce da 5'9" ha rivelato in un'intervista che il brano era destinato ad essere nel suo quinto album in studio Success Is Certain, cantato interamente da lui, ma successivamente dopo averlo fatto ascoltare a Eminem, a lui piacque molto il primo verso e decisero di affidarlo a quest'ultimo, che decise di affidare il ritornello a Bruno Mars, che accettò di cantare e scrivere il ritornello. Infine Mars ed Eminem applicarono piccole modifiche per completare la canzone.

## Critica
La critica ha lodato soprattutto Bruno Mars, dicendo che sarebbe stato meglio se avesse cantato la canzone in un brano suo, mentre la parte di Eminem venne considerata "buona ma non la migliore", invece la parte di Royce da 5'9" venne considerata la peggiore parte della canzone, per colpa dei continui cambi di ritmo nel suo rap.

## Classifiche
| Classifica (2011-12) | Posizione massima |
| -------------------- | ----------------- |
| Australia            | 17                |
| Austria              | 41                |
| Belgio (Fiandre)     | 23                |
| Belgio (Vallonia)    | 32                |
| Canada               | 4                 |
| Danimarca            | 18                |
| Francia              | 11                |
| Germania             | 26                |
| Irlanda              | 11                |
| Italia               | 75                |
| Libano               | 2                 |
| Norvegia             | 8                 |
| Nuova Zelanda        | 2                 |
| Paesi Bassi          | 17                |
| Regno Unito          | 10                |
| Stati Uniti          | 4                 |
| Svezia               | 18                |
| Svizzera             | 10                |

### Classifiche di fine anno
| Classifica (2011) | Posizione |
| ----------------- | --------- |
| Stati Uniti       | 34        |